# 劉政杰
劉政杰（1994年9月2日—）是台灣撞球運動員，畢業於育達科技大學，曾獲得2017年夏季世界大學運動會撞球比賽男子9號球單打銀牌。

## 學歷
- 苗栗縣立照南國民中學 - 新竹市私立光復高級中學 - 新北市私立莊敬高級工業家事職業學校 - 育達科技大學

## 競賽成績
- 2011年WPA世界10號球錦標賽32強
- 2012年世界9球中國公開賽32強
- 2012年全日本錦標賽8強
- 2012年WPA世界青少年9號球錦標賽冠軍
- 2014年WPA世界9號球錦標賽64強
- 2015年WPA世界10號球錦標賽96強
- 2015年WPA世界9號球錦標賽32強
- 2017年世界9球中國公開賽32強
- 2017年夏季世界大學運動會撞球比賽男子9號球單打銀牌
- 2017年九里國際9號球錦標賽冠軍
- 2017年WPA世界9號球錦標賽64強
- 2018年美國國際9號球公開賽24強
- 2018年日本公開賽32強

## 外部連結
- Liu Cheng Chieh - Billiard Walker （页面存档备份，存于）